# Capitolium

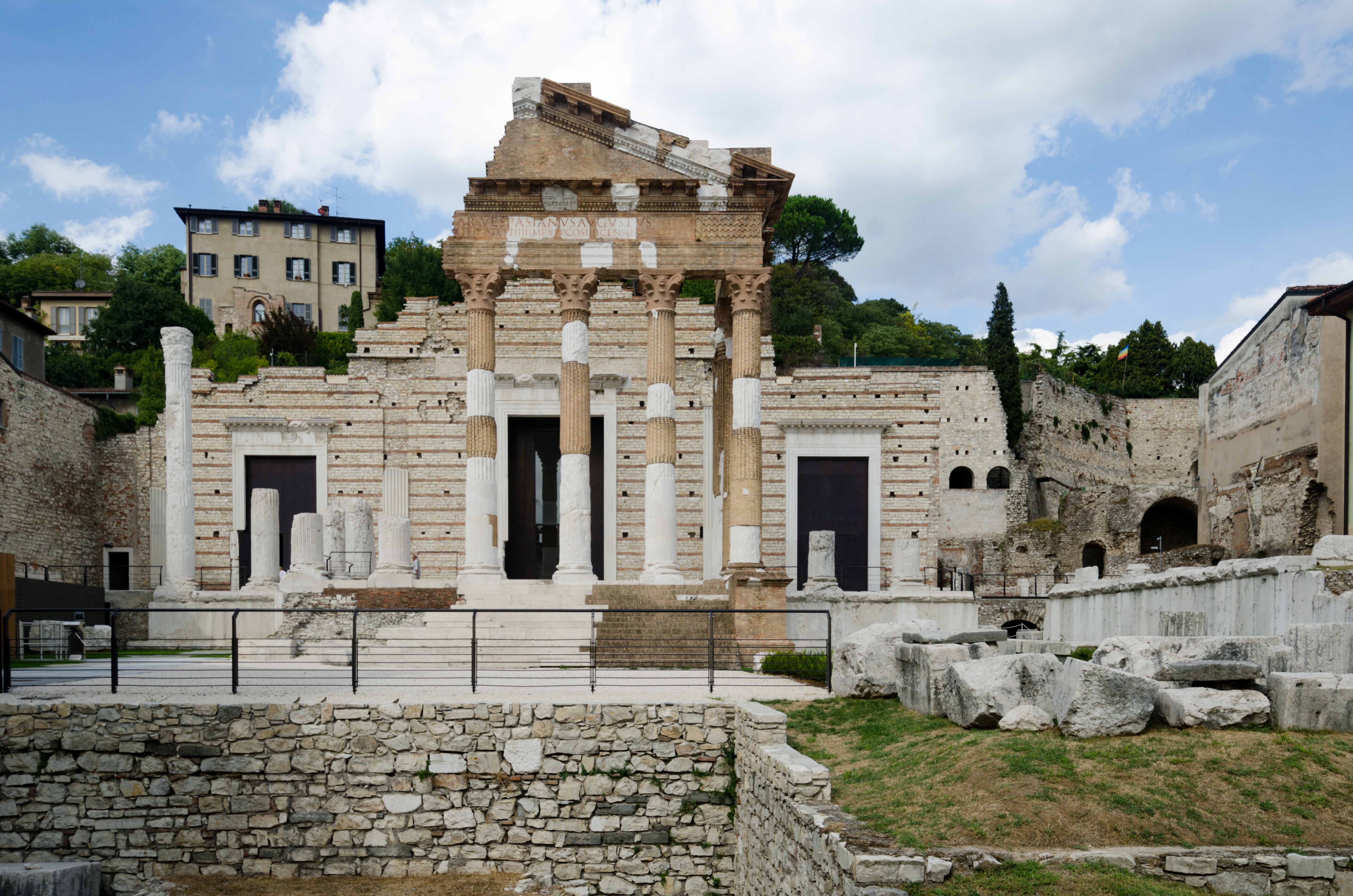
I resti del Capitolium di Brescia

Il Capitolium è un termine con cui si indica un tempio dedicato alla Triade Capitolina, ossia agli dei Giove, Giunone e Minerva, riprendendo il modello del tempio di Giove Ottimo Massimo edificato sul Campidoglio a Roma, dal cui nome latino deriva il termine (il Campidoglio è anche detto Monte Capitolino, in latino Mons Capitolinus). La sua presenza indica che la città era una colonia romana.
La dedica alle tre divinità comportò spesso la presenza di una cella tripartita, come quella del modello, mentre in altri casi le tre statue delle divinità erano ospitate insieme in una cella unica. In alcuni casi furono edificati tre templi distinti.

## Capitoliain Italia
- Capitolium di Aquinum (Aquino)
- Capitolium di Bergomum (Bergamo)
- Capitolium di Brixia (Brescia)
- Capitolium di Cumae (Cuma)
- Capitolium di Liternum (Giugliano)
- Capitolium di Mediolanum (Milano)
- Capitolium di Minturnae (Minturno)
- Capitolium di Ostia (Ostia)
- Capitolium di Potentia (Porto Recanati)
- Capitolium di Scolacium (Squillace)
- Capitolium di Tarracina (Terracina)
- Capitolium di Verona (Verona)
- Capitolium di Sarsina (FC)

## Capitoliain Gallia e Germania
- Capitolium di Glanum (Saint-Rémy-de-Provence)
- Capitolium di Colonia Ulpia Traiana (Xanten)

## Capitoliain Africa settentrionale
- Capitolium di Curculum (Cuiciul, Djémila)
- Capitolium di Thugga (Dougga)
- Capitolium di Sufetula (Sbeitla), costituito da tre templi distinti.
- Capitolium di Thuburbo Majus
- Capitolium di Volubilis (Qsar Fir'awn)

## Capitolianelle province orientali dell'Impero romano
- Capitolium di Emesa (Homs)